# Reluctancia magnética
La reluctancia magnética de un material o circuito magnético es la resistencia que éste posee al paso de un flujo magnético cuando es influenciado por un campo magnético. Se define como la relación entre la fuerza magnetomotriz.(f.m.m.) (la unidad del SI es el amperio, aunque a menudo se la llama amperio vuelta) y el flujo magnético (SI: weber). El término lo acuñó Oliver Heaviside en 1888.
La reluctancia R de un circuito magnético uniforme se puede calcular como:

{\displaystyle R={\frac {l}{\mu A}}}

Donde:
- R -> reluctancia, medida en amperio (también llamado amperio vuelta) por weber ( A v/Weber ) en el Sistema Internacional. Esta unidad es equivalente al inverso del Henrio (H-1) multiplicado por el número de espiras .
- l -> longitud del circuito.
- μ -> permeabilidad magnética del material.
- A -> Área de la sección del circuito (sección del núcleo magnético).

Cuanto mayor sea la reluctancia de un material, más energía se requerirá para establecer un flujo magnético a través del mismo. El acero eléctrico es un material con una reluctancia sensiblemente baja como para fabricar máquinas eléctricas de alta eficiencia.
El inverso de la Reluctancia es la permeancia magnética {\displaystyle {\mathcal {P}}}:

{\displaystyle {\mathcal {P}}={\frac {1}{R}}\;,}

donde la unidad de la permeancia es el henrio (H).
- Datos: Q863390